# Vaughn (Washington)
Vaughn es un lugar designado por el censo (en inglés, census-designated place, CDP) situado en el condado de Pierce, en el estado de Washington, Estados Unidos. Según el censo de 2020, tiene una población de 565 habitantes.

## Geografía
La localidad está ubicada en las coordenadas 47°21′29″N 122°46′57″O / 47.35806, -122.78250.